# 泥管藤壺
泥管藤壺（学名：Fistulobalanus kondakovi）为藤壺科管藤壺屬下的一个种。